# Campana (Buenos Aires)
Campana is een plaats in het Argentijnse bestuurlijke gebied Campana in de provincie Buenos Aires. De plaats telt 94.333 inwoners (2010). De meeste inwoners van Campana zijn van Italiaanse of Spaanse afkomst.
De plaats is sinds 1976 de zetel van het rooms-katholieke bisdom Zárate-Campana.

## Geboren in Campana
- Ariel Rosada (11 april 1978), voetballer

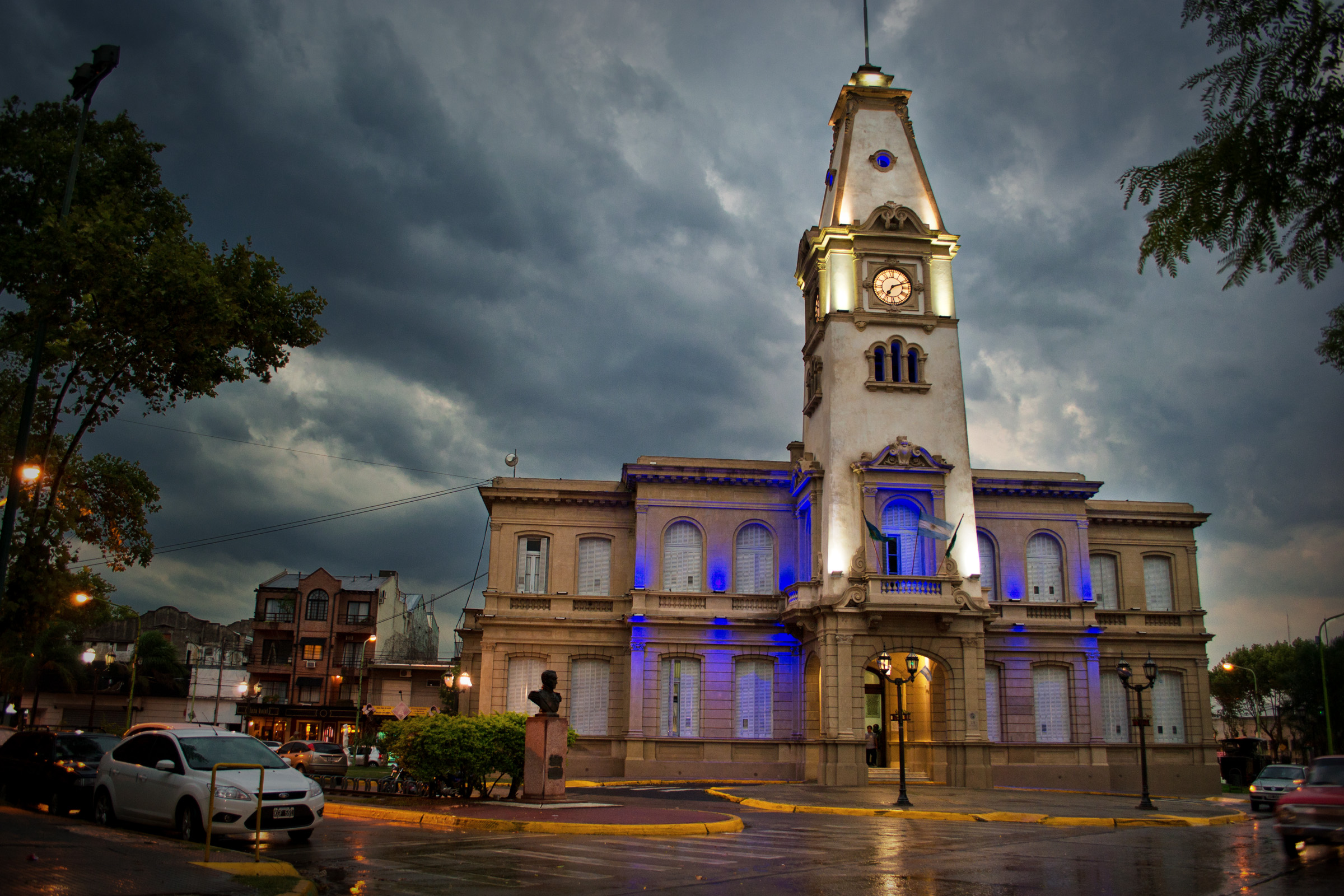
Gemeentehuis